# Kastelburg
Die Kastelburg ist die Ruine einer Höhenburg auf 368,3 m ü. NHN oberhalb von Waldkirch im baden-württembergischen Landkreis Emmendingen. Sie steht auf einem Hügel 100 Meter nordwestlich von der Innenstadt entfernt.

## Geschichte
Die Kastelburg wurde zwischen 1250 und 1260 durch die Herren von Schwarzenberg erbaut. Wie die auf der gegenüberliegenden Talseite stehende ältere Schwarzenburg diente sie der Verteidigung der Stadt Waldkirch sowie der Kontrolle über den Handelsweg durch das Elztal.
Erster Bewohner der Burg war Johann I. von Schwarzenberg. 1354 wurde die Burg an Martin Malterer aus Freiburg im Breisgau verkauft, der 1386 in der Schlacht bei Sempach fiel. Im Jahr 1396 wurde Graf Hermann von Sulz Lehnsinhaber. 1442 gelangte die Burg schließlich an die Herren von Staufen.
Im Dreißigjährigen Krieg wurde die Burg durch kaiserliche Truppen am 14. März 1634 zerstört, um sie nicht den vorrückenden schwedischen Truppen überlassen zu müssen.
Die Ruine wird seit 2002 durch die Arbeitsgruppe Kastelburg in Not baulich gesichert.

## Beschreibung
Von der Burganlage sind unter anderem der als Aussichtsturm besteigbare 28 Meter hohe quadratische Bergfried mit einer Seitenlänge von 12 Metern und bis zu 4 Meter starken Mauern, ein Rondell sowie der aus Kellergeschoss, Erdgeschoss und zwei Obergeschossen bestehende Palas erhalten.